# Ommatius allopoecius
Ommatius allopoecius är en tvåvingeart som beskrevs av H. Oldroyd 1972. Ommatius allopoecius ingår i släktet Ommatius och familjen rovflugor. Inga underarter finns listade i Catalogue of Life.